# Allée Royale (Paris)
Pour les articles homonymes, voir Allée Royale.
L'allée Royale est une voie située dans le 12e arrondissement de Paris, en France, à l'intérieur du bois de Vincennes.

## Situation et accès
L’Allée Royale  rectiligne d’une longueur de 750 mètres s’étend dans une direction nord-sud de la route royale de Beauté jusqu’à un rond-point au centre d’une étoile d’allées forestières, allée des Lapins, allée  des Buttes, route Saint-Hubert, route de la Faluère. Elle comprend une pelouse de 80 mètres de largeur entourée de voies piétons-cycles. Le prolongement de l'allée,  d’une longueur de 400 mètres, est un chemin plus sinueux dans une trouée forestière moins large et plus irrégulière jusqu'à la route de la Tourelle.  
L'allée est en montée très légère dans le sens nord-sud ce qui donne une belle perspective sur le château de Vincennes vu du rond-point.

## Origine du nom
Ce nom est donné en hommage au roi Louis XV régnant à l'époque de la création de l'allée.

## Historique
L’Allée Royale est l’axe principal du réseau de voies tracées sur le projet de Robert de Cotte dans le bois de Vincennes replanté de 1731 à 1739. L’allée reprend  un tracé dessiné sous Catherine de Médicis qui était, avant ce réaménagement, une bande arborée en longueur à l’intérieur d’un parc en grande partie défriché.
Cette bande boisée est transformée en un large tapis gazonné  au milieu de terrains arborés (la surface forestière passe de 47 à 444 hectares). L’allée s’étendait dans l’axe du château sur une longueur de plus de 2 kilomètres de l’esplanade jusqu'à une demi-lune sur une légère éminence sur le parcours d’une terrasse dominant la Marne en surplomb du village de Saint-Maurice.
Un polygone de tir y est créé en 1791 avec une butte comme mire au centre du carrefour en étoile. Le terrain de tir est déplacé à l’est en 1837 à la suite de la construction de l’hôpital Esquirol qui se trouvait dans l'axe de projection mais la partie nord de l ’allée reste à l’intérieur du domaine militaire considérablement  étendu. Le tracé de l’allée disparaît dans le défrichement des terrains de la partie centrale du parc, sa partie sud étant à l'emplacement des hôpitaux de Saint-Maurice établis en 1837 et 1855.
Le quartier Carnot est construit 1889 à l'emplacement de la partie nord de l'ancienne allée et divers bâtiments moins imposants sont implantés au sud de cette caserne jusqu'au-delà de l'ancienne étoile.
Ces bâtiments détruits dans les années 1950 et 1960 sont remplacés en 1969, sans permis de construire, ni consultation du Conseil de Paris par ceux de l'Université Paris-VIII. Les locaux de l'Université transférée à Saint-Denis sont démolis en 1980.
L'allée est retracée au début des années 1980 avec les allées forestières rayonnant autour du rond-point sud dans un terrain nu en attendant la création d'un environnement forestier planté au cours la décennie suivante.